# Mníšek
Mníšek (německy Einsiedel in Isergebirge) je vesnice a obec na severu Česka, v okrese Liberec, v Libereckém kraji. Leží asi 6 km severoseverozápadně od Liberce na úpatí Jizerských hor. Žije zde přibližně 1 800 obyvatel. Obcí protéká říčka Jeřice, do ní se v obci vlévá potok Fojtka, na kterém leží Vodní nádrž Fojtka. Druhá, Mlýnická, přehrada se nachází na Albrechtickém potoce. V této obci je mateřská a základní škola. Do obce patří dvě vesnice: Mníšek a Fojtka. Část Mníšku a celá Fojtka leží na území Chráněné krajinné oblasti Jizerské hory.
Název obce je zdrobnělinou slova „mnich“, do názvu obce se dostalo z němčiny přes zkomolení slova „Einsiedler“, připomínajícího poustevníka, který dle pověsti žil na místě dnešního kostela.
Obec leží na silnici I/13 a železniční trati 037 z Liberce do Frýdlantu. Silniční spojení má také s Oldřichovem v Hájích a Chrastavou.

## Historie
Obec Mníšek je poprvé zmíněna v urbáři frýdlantského panství z roku 1381, kdy se v ní nacházelo 18 selských usedlostí, dvě pily a po jednom mlýnu na obilí a na tříslo, ke vsi patřilo asi 490 korců pozemků (asi 141 ha). Ve své historii patřila ves nejprve do panství frýdlantského, později do panství libereckého, spravovaného z hradu Hamrštejna. Obě panství však byla od 13. století v držení rodu Biberštejnů. Po vymření frýdlantské větve Biberštejnů přešla obě panství jako odúmrť na krále a z jeho majetku je roku 1558 odkoupil císařský rada Bedřich z Redernu.
Redernům byl majetek konfiskován za účast ve stavovském odboji v letech 1619–1620 a roku 1622 získal obě panství Albrecht z Valdštejna. Po jeho smrti přešlo Frýdlantsko i Liberecko do majetku Matyáše Gallase. Po smrti posledního z Gallasů, zdědil statky jeho synovec Kristián Filip Clam. Rod Clam-Gallasů držel obě panství až do roku 1945.
Po roce 1945 bylo místní německé obyvatelstvo vysídleno a do vsi se nastěhovali noví obyvatelé z Čech a ze Slovenska.
Mezi roky 2016 a 2017 probíhá v severozápadních částech obce, v lokalitě zvané Amerika, výstavba 25 rodinných domků, jež jsou zčásti zapuštěné do okolního terénu. K navrženému projektu se ale mezi architekty objevují i záporná stanoviska.

## Části obce
- Mníšek
- Fojtka

## Zajímavosti a pamětihodnosti
- Barokní kostel sv. Mikuláše nahradil původní redernský kostelík z roku 1570. Základní kámen dnešní stavby byl položen 3. 6. 1739. Kostelní věž byla do současné podoby vyzvednuta roku 1774.
- Starý kamenný sloup u silnice na jihu obce označuje hranici mezi bývalým frýdlantským a libereckým panstvím.
- v klasicistním domě číslo popisné 70 býval zájezdní hostinec[5]